# Grander Mühle
Die Grander Mühle ist eine Wassermühle im Kreis Herzogtum Lauenburg (Schleswig-Holstein) am Ufer des Flüsschens Bille im Ortsteil Rotenbek der Gemeinde Kuddewörde. Ihren Namen hat die Mühle dem Ort Grande im Kreis Stormarn am anderen Ufer der Bille zu verdanken. Sie gilt als die älteste Korn-Wassermühle Norddeutschlands.

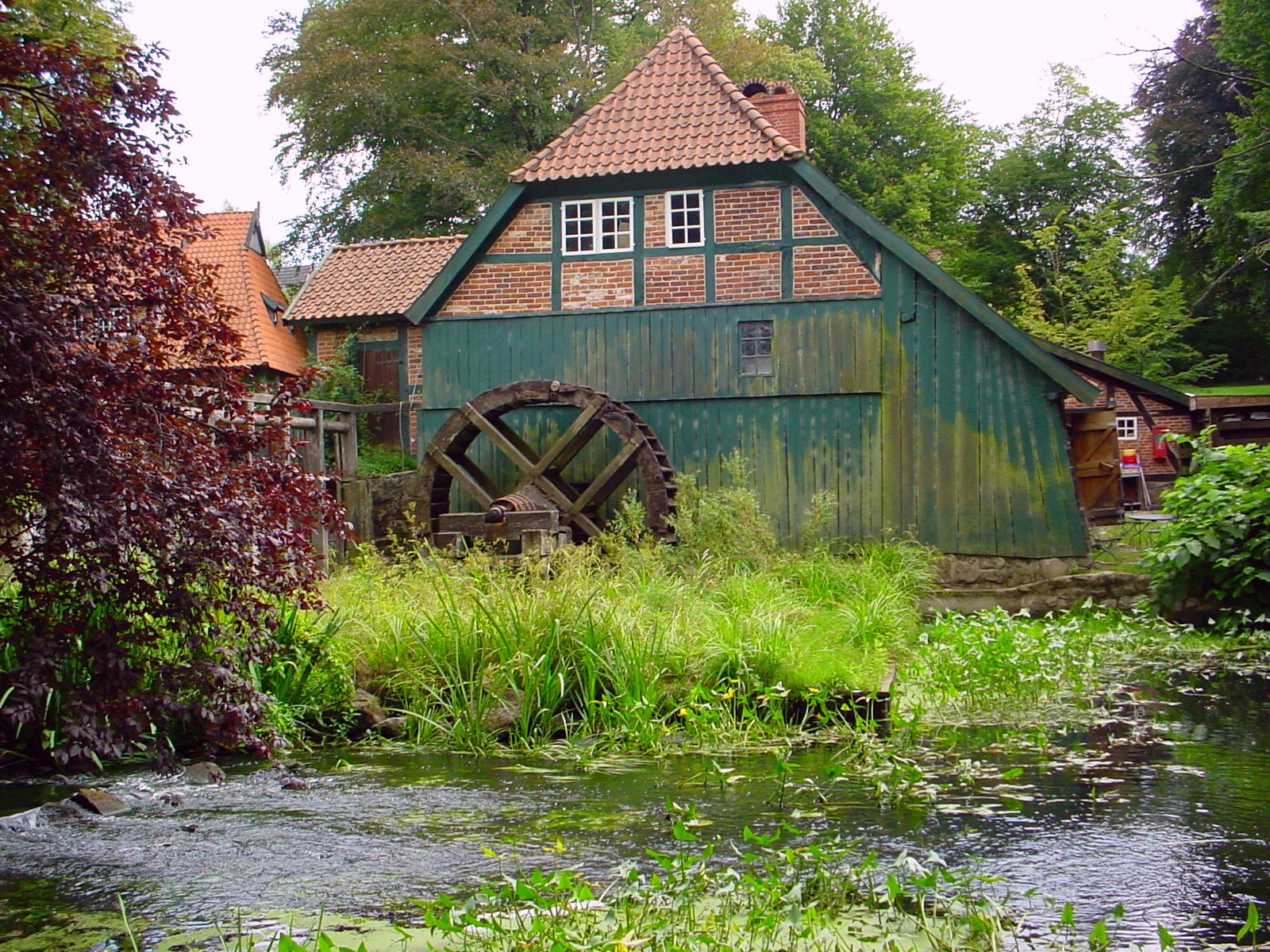
Grander Mühle

## Geschichte
Die Grander Mühle wurde im Jahr 1345 erstmals urkundlich erwähnt. Nach dieser Urkunde stand schon 1303 eine alte Mühle bei Grande. Wann und von wem die Mühle erbaut wurde, ist nicht bekannt.
Im 14. Jahrhundert werden die Ritter von Scarpenbergh als Besitzer urkundlich erwähnt. Diese Raubritter wurden durch ein Aufgebot der Hansestädte Lübeck und Hamburg 1349 vertrieben, so dass der Besitz 1351 an das Kloster Reinbek ging. Der nächste urkundliche Nachweis von 1497 belegt, dass die Mühle seit 1485 mit Kuddewörde den Rittern von der Lieth zu Lehen gegeben wurde. Mit dem Erlöschen der Linie von der Lieth 1585 ging die Mühle in den Besitz der Sachsen-Lauenburgischen Regierung über.
Die Besitzverhältnisse änderten sich erst wieder 1871, als Kaiser Wilhelm I. dem damaligen Reichskanzler Otto von Bismarck den Sachsenwald einschließlich der Grander Mühle schenkte. Der Verkauf der Mühle an die damalige Mühlenpächterin Caroline Sophie Schröder erfolgte 1890/91.

## Nutzung
Die Mühle wurde bis zu ihrer Stilllegung als Kornmühle betrieben. Zu den Mühlengerechtsamen gehörten auch das Stau-, Fisch- und Schankrecht.
Die Pächter und späteren Besitzer der Mühle sind seit 1675 nachweisbar.
Von 1760 bis 1969 wurde die Mühle von der Familie Schröder/Harders/Holdeigel als Pächter, später als Besitzer betrieben.
Anfang des 19. Jahrhunderts wurde zusätzlich ein Graupengang in Betrieb genommen.
1897/98 wurde zusätzlich zum Mahlbetrieb die Erzeugung von Strom aufgenommen. Außer der Mühle wurden die umliegenden Bauernhöfe in Grande und Rotenbek und das Zollhaus mit 110 Volt Gleichstrom versorgt. Nachdem das Dorf mit einer Überlandleitung an das öffentliche Stromnetz angeschlossen wurde, diente der Generator in der Mühle ab 1928 nur noch der Eigenversorgung. Der Mahlgang wurde auf elektrischen Antrieb umgestellt.
Nach Begradigung der Bille wurde der Mahlbetrieb eingestellt und der Besitzer widmete sich ganz dem schon seit Mitte des 19. Jahrhunderts vorhandenen Gaststättenbetrieb. Der Wirt verkaufte das zur Mühle gehörige Staurecht an die Dorfgemeinschaft, was dazu führte, dass Wiesen und Felder jetzt nicht mehr im Frühjahr überflutet werden.
Nachdem die Mühle 1969 verkauft worden war, ging der Gastronomiebetrieb zurück und die Mühle verfiel zusehends. 1979 wurde die Mühle unter Denkmalschutz gestellt und 1980 durch den Verein „Freunde der Grander Mühle“ restauriert.
Später wurde die Mühle wieder an einen Gastronomen verkauft, der in der Mühle ein Restaurant betreibt. Das Nebengebäude wird als Hotel genutzt. Bis 2009 wurde die Mehldiele mit dem neuen Mahlgang als Vorratsraum genutzt. Nach einem umfangreichen Umbau des Gastronomiebereichs in 2009 und Anpassungen der Gasträume kann ein Großteil des Mechanikbereichs der Mühle nunmehr wieder besichtigt werden. Der Eingang des seit Ende 2009 neu betriebenen Restaurants führt durch diesen Bereich.
Im Herbst 2012 kam es zu einem Brand in einem Anbau und zu einer Explosion im Küchenbereich, wodurch der Ostgiebel einsturzgefährdet ist und der Restaurantbetrieb ruht.
In der Nacht zum 17. November 2015 wurde die Mühle nach tagelangen Regenfällen durch die Feuerwehr mit Sandsäcken vorsorglich gesichert. Der Fluss Bille in Kuddewörde war über die Ufer getreten. Die Wassermassen drohten, das historische Gebäude in Mitleidenschaft zu ziehen. Bereits drei Monate später wiederholte sich das Bild: Am 22. Februar 2016 trat die Bille erneut über die Ufer und bedrohte die Mühle. Die Feuerwehr hat die Mühle mit Sandsäcken gesichert und durch Pumpen den Wasserstand gesenkt.

## Zwangs-Mahlgäste
Die Grander Mühle war eine Zwangsmühle bis zur Einführung der Gewerbefreiheit im Herzogtum Lauenburg. Dem Mühlenzwang dieser Mühle unterlagen nach einem Pachtvertrag der Königlich hohen Rentekammer ausgeführt durch das Amt Schwarzenbek aus dem Jahre 1827 die Dörfer Kasseburg, Fuhlenhagen, Grabau, Grove, Havekost, Köthel, Kuddewörde, Möhnsen, Mühlenrade, Rotenbek, Grande, Schönberg und Schwarzenbek.
Die Einwohner des Dorfes Talkau hatten Mahlfreiheit.

## Sonstiges
Die Grander Mühle hat als Puzzle-Motiv auch international Bekanntheit erlangt. Zudem entstanden für den NS-Märchenfilm Der gestiefelte Kater (1935) von Alf Zengerling Außenaufnahmen von der Grander Mühle – „der ältesten Wassermühle Deutschlands in Norddeutschland, die aus dem 13. Jahrhundert stammt“, wie die Lichtbild-Bühne am 3. Juli 1935 berichtete. Der Regisseur verwendete diese Außenaufnahmen ein zweites Mal für den NS-Märchenfilm Rumpelstilzchen von 1940.